# Pleasant Valley (hrabstwo St. Croix)
Pleasant Valley – miasto w Stanach Zjednoczonych, w stanie Wisconsin, w hrabstwie St. Croix.